# 卡林顿 (北达科他州)
卡林顿（英語：Carrington），是美国北达科他州下属的一座城市。根据2010年美国人口普查，该市有人口2,065人。2011年估计该市有人口2,064人，相对于2010年，增长率为?0.05%。